# Karol Rakowski
Karol Rakowski (ur. 1945, zm. maj 2020) – polski hokeista.
Zawodnik grający na pozycji obrońcy. Wychowanek Łódzkiego Klubu Sportowego, w barwach którego występował w latach 1962–1974 z przerwą na grę w  Legii Warszawa (służba wojskowa).

## Sukcesy w ŁKS-ie
- brązowy medal MP juniorów w 1962
- brązowy medal MP seniorów w 1971